# Borgarnes
Borgarnes (pronunciació islandesa: [pɔrkarˌnɛs]) és una ciutat situada en una península a la costa de Borgarfjörður a Islàndia.
Té una població de 1763 (a partir de gener de 2011). La ciutat està situada a 60 km al nord de la capital Reykjavík i està connectat amb altres llocs d'Islàndia a través del segon pont més gran d'Islàndia, Borgarfjarðarbrú. Borgarnes és la ciutat més gran del municipi Borgarbyggð.